# Friedrich Wilhelm Krummacher

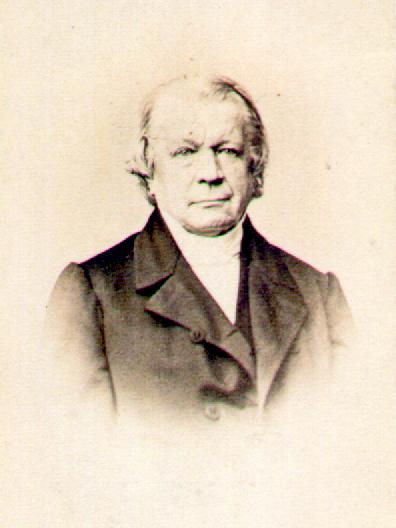
Friedrich Wilhelm Krummacher

Friedrich Wilhelm Krummacher (* 28. Januar 1796 in Moers; † 10. Dezember 1868 in Potsdam) war ein reformierter Theologe und bekannter Prediger.

## Leben
Krummacher gehörte als Sohn Friedrich Adolf Krummachers der zweiten Generation der Theologen-Familie Krummacher an. Er war der ältere Bruder von Emil Wilhelm Krummacher.
Krummacher besuchte nach der Elementarschule das Gymnasium in Duisburg. Nachdem sein Vater 1812 zum Generalsuperintendenten nach Bernburg berufen worden war, besuchte er ab der Sekunda das dortige Gymnasium. Er studierte ab 1815 Evangelische Theologie an der Universität Halle und wechselte 1816 an die Universität Jena, wo ihn besonders Jakob Friedrich Fries prägte. Krummacher war Teilnehmer des Festes auf der Wartburg 1817 und auch mit Carl Sand persönlich bekannt, wie er in seiner Autobiografie schreibt. In Jena wurde er im Wintersemester 1816/17 Mitglied der Urburschenschaft, nachdem er 1815 bereits der Burschenschaft Teutonia Halle und im Wintersemester 1815/16 dem Corps Guestphalia Halle beigetreten war.
Nach dem Examen wurde Krummacher 1819 zunächst Hilfsprediger in der deutsch-reformierte Gemeinde in Frankfurt am Main, 1823 Pfarrer in Ruhrort. 1825 wurde er als Pfarrer nach Barmen-Gemarke berufen, 1835 nach Elberfeld (beide heute zu Wuppertal). Hier gehörte der junge Friedrich Engels zu seinen Predigthörern. Eine Berufung zum Theologieprofessor in den Vereinigten Staaten von Amerika schlug er aus. Ab 1847 war er Pfarrer an der Dreifaltigkeitskirche in Berlin, von 1853 bis zu seinem Tod Hofprediger in Potsdam.

## Werk und Bedeutung
Krummacher war ein scharf gegen den Rationalismus gewandter Anhänger der Erweckungsbewegung, dessen biblizistische Predigt von Goethe „narkotisch“ genannt wurde. (vgl. Weimarer I, 42/I, 16ff) Friedrich Engels beurteilt ihn in seinen Briefen aus dem Wuppertal 1839 u. a.: „Der ästhetische Wert seiner Predigten wird nur von sehr wenigen in Elberfeld gewürdigt; denn wenn man seine drei Kollegen, die fast alle ein gleich starkes Auditorium haben, gegen ihn hält, so erscheint er als Eins, die andern als lauter Nullen dahinter, die nur dazu dienen, seinen Wert zu erhöhen.“ Nach zeitgenössischen Quellen lösten seine Predigten regelrechte „Völkerwanderungen“ aus; weil der Platz in den Kirchen nicht ausreichte, wurden Kirchenfenster ausgehängt, um Krummacher auch von draußen zu hören. Seine Predigt (über Galater 1, 8/9) in der Bremen Ansgari-Kirche 1840 löste den Bremer Kirchenstreit aus. Seine Predigten über den Propheten Elia haben den Komponisten Felix Mendelssohn Bartholdy zur Komposition des Elias-Oratoriums (1846) angeregt. Krummacher gehörte zu den großen Predigergestalten der frühen deutschen Kirchentage. Neben den bis ins 20. Jahrhundert nachgedruckten Predigtbänden verfasste er auch Streitschriften sowie Lebensbilder befreundeter Geistlicher (z. B. Immanuel Friedrich Sander, 1860) und eine Autobiographie.
Wie sein Vater und wie sein Sohn war Krummacher Verfasser evangelischer Kirchenlieder, die bis ins ausgehende 20. Jahrhundert zum Liedgut evangelischer Gesangbücher gehörten.

## Familie

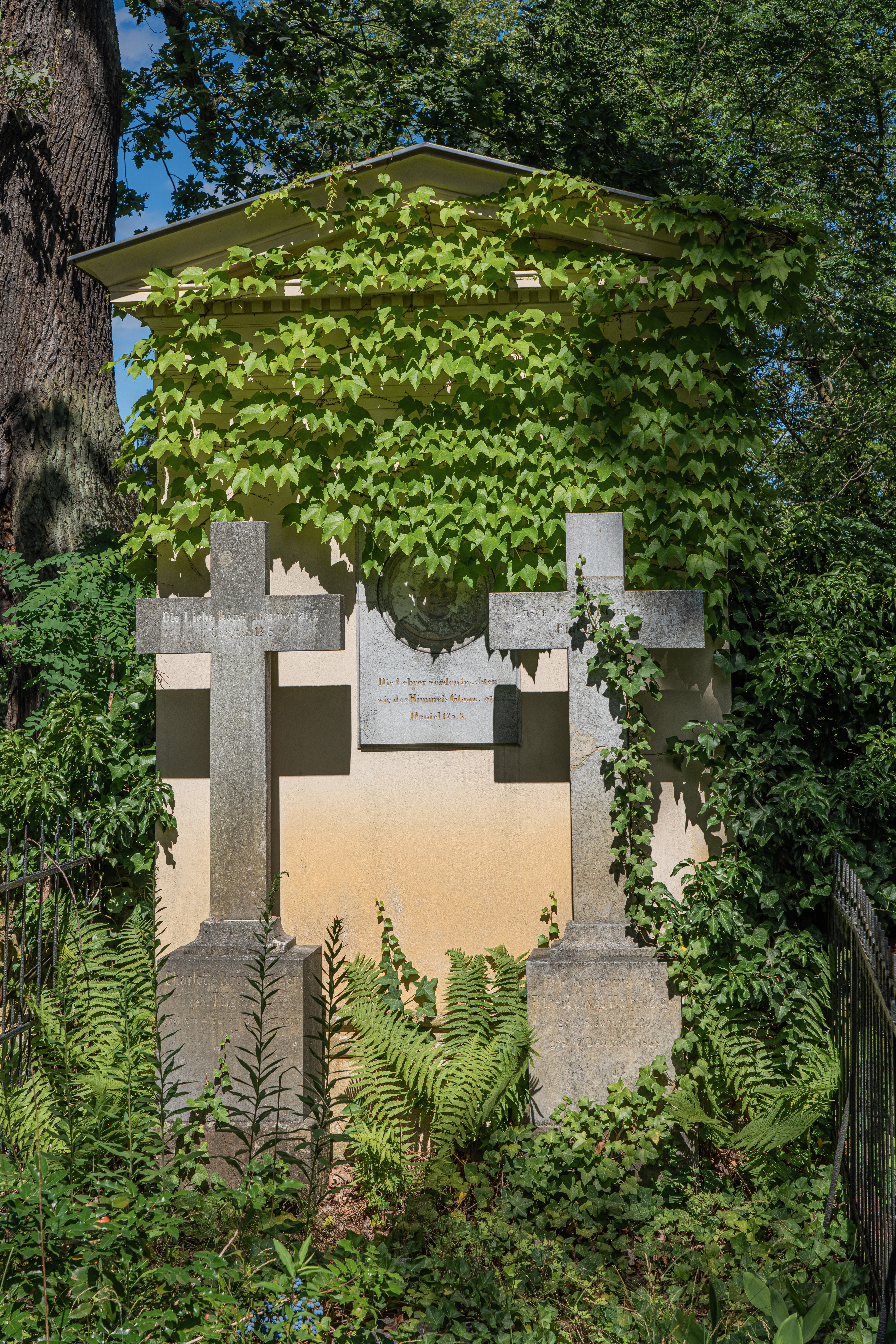
Grab von Krummacher, Neuer Friedhof (Potsdam)

Krummacher war ab 1823 mit der aus Frankfurt am Main stammenden Charlotte Pilgeram (1799–1867) verheiratet. Sie hatten sieben Kinder. Der älteste Sohn Adolf Krummacher (1824–1884) wurde ebenfalls Pfarrer und ist als Verfasser des Liedes Stern auf den ich schaue bekannt. Die Tochter Maria veröffentlichte ein Lebensbild ihrer Mutter.

## Werke
- Gedichte. Bädeker, Essen/Duisburg 1819. (Digitalisat)
- Salomo und Sulamith. 15 Predigten aus dem Lied der Lieder. Hassel, Elberfeld 1826. (Digitalisat der 6. Aufl. 1848)
- Vier Predigten aus dem Lied der Lieder. Hassel, Elberfeld 1826 Digitalisat
- Zionsharfe: eine Liedersammlung für Bibel-, Missions- und andere christliche Vereine. Nebst einer Zugabe von Liedern für häusliche Feierstunden. (Herausgeberschaft). Hassel, Elberfeld 1827. (Digitalisat)
- Blicke ins Reich der Gnade. Sammlung evangelischer Predigten. Hassel, Elberfeld 1828.
- Elias der Thisbiter. Predigten. 3 Bände. 1828 (zahlreiche Neuauflagen bis ins 20. Jh.). Digitalisat (Erschienen: Bände 1–2)
- Worte der Begrüßung an die evangelisch-reformirte Gemeine zu Elberfeld gesprochen bei seinem Amts-Antritt daselbst den 8. Februar 1835. Hassel, Elberfeld 1835
- Das letzte Gericht. Gastpredigt gehalten am 12. Juli 1840 vor der St. Ansgarii-Gemeine zu Bremen. 2. Auflage. Bremen 1840
- Paulus kein Mann nach dem Sinne unserer Zeit. Predigt gehalten am 19. Juli 1840 vor der St. Angrii-Gemeine zu Bremen. 2. Auflage. Wilh. Kaiser, Bremen 1840; books.google.de
- Theologische Replik an Herrn Doctor Paniel in Bremen. Elberfeld 1840
- Elisa. 3 Bände. Wilhelm Hassel, Elberfeld 1840–1845. Erster Band. 2. Auflage. 1844 books.google.de
- Der scheinheilige Rationalismus vor dem Richterstuhl der h. Schrift. Resumé der Bremer Kirchenfehde. Hassel, Elberfeld 1841 Digitalisat
- Neue Predigten. Das Aventsbuch. Neukirchen 1845. (Digitalisat der 2. Aufl. Bielefeld 1863)
- Zeit-Predigten. Wilhelm Hassel, Elberfeld 1847; books.google.de
- Salomo und Sulamith: Predigten aus dem Lied der Lieder. 6. Auflage. Wilhelm Hassel, Elberfeld 1848 books.google.de
- Die Sabbathglocke. Kirchliche Zeugnisse (Predigten und Vorträge). 12 Bände. 1851–1854.
- Der leidende Christus. Ein Passionsbuch. Velhagen und Klasing, Bielefeld 1854; books.google.de
- Friedrich Wilhelm Krummacher. Eine Selbstbiographie. Wigandt und Grieben, Berlin 1869; books.google.de
- Allezeit Sieg. Wuppertal-Barmen 1962.